# آخر هفته در برنی
آخر هفته در برنی (به انگلیسی: Weekend at Bernie's) یک فیلم سینمایی کمدی آمریکایی محصول سال ۱۹۸۹ به کارگردانی تد کاچف است.
دراین فیلم اندرو مک‌کارتی و جاناتان سیلورمن به عنوان کارمندان جوان شرکت بیمه شرکت بازی می‌کنند.
قسمت بعدی این فیلم چهار سال بعد با عنوان آخر هفته در برنی ۲ (۱۹۹۳) اکران شد.

## داستان
دو مرد سخت تلاش می‌کنند تا در شرکتی که کار می‌کنند ترفیع بگیرند، یکی با چاپلوسی و دیگری با کار زیاد. بعد از یک اشتباه جدی در کارشان، رئیس شرکت آن‌ها را به ویلای خودش فرا می‌خواند، و تصمیم دارد آن دو را به قتل برساند، اما…

## بازیگران
- اندرو مک‌کارتی درنقش لارنس «لری» ویلسون
- جاناتان سیلورمن به عنوان ریچارد پارکر
- تری کیسر درنقش برنی لوماکس
- کاترین ماری استوارت درنقش گوئن ساندرز
- دان کالفا
- کاترین پارکس درنقش تینا
- الیز بردی در نقش تاونی
- گرگوری سالاتا درنقش مارت
- لوئیس گیامبالو درنقش ویتو
- تد کاچف درنقش آقای پارکر
- هال مارگارت درنقش دبیر لوماکس
- جیسون ولینر درنقش بچه براتی[۲][۳][۴][۵][۶][۷]